# Morphaneflus prolixus
Morphaneflus prolixus är en skalbaggsart som beskrevs av Martins och Dilma Solange Napp 1992. Morphaneflus prolixus ingår i släktet Morphaneflus och familjen långhorningar.
Artens utbredningsområde är Paraguay. Inga underarter finns listade i Catalogue of Life.